# Рыцари золотого кольца
Рыцари золотого круга (англ. Knights of the Golden Circle) — тайная полувоенная организация, действовавшая в 1850—1860-х годах на Среднем Западе США. Члены организации были сторонниками южных штатов и намеревались создать рабовладельческие штаты на территории Мексики, Центральной Америки и островов Карибского моря. Общее число Рыцарей достигало 250—300 тысяч человек, в основном из штатов Огайо, Индиана, Айова, Висконсин, Кентукки и юго-западной Пенсильвании. В 1863 году организация сменила название на Орден американских рыцарей, а в 1864 году называлась Сыны свободы.
В годы гражданской войны Рыцари золотого кольца выступали против военных действий и мобилизации. Они намеревались сместить правительство Линкольна, восстановить у власти демократов и восстановить мир с КША, вернув южные штаты в Союз на прежних условиях. Организация достаточно эффективно подстрекала солдат армии США к дезертирству и препятствовала вербовке новых рекрутов, однако главной цели Рыцарям достичь не удалось. Организация фактически прекратила своё существование в 1864 году после ареста её руководителей и конфискации оружия американским правительством.